# Azizia
Azizia (Arabisch: العزيزيه ) is een plaatsje in het noordwesten van het Afrikaanse land Libië gelegen vlak bij de Middellandse Zeekust op zo'n 55 km afstand van Tripoli in de regio Tripolitana. Azizia is een belangrijk regionaal handelscentrum. In 2006 bedroeg het inwonertal ongeveer 32.000.
Azizia is met name bekend van het feit dat in deze stad op 13 september 1922 de hoogst ooit gemeten temperatuur op Aarde werd gemeten. Het kwik steeg op deze datum tot een hoogte van 57,8° C. Nu is dat niet meer het geval, want dit record is nu namelijk verbroken. De huidige recordhouder is nu de Dasht-e Lut woestijn, gelokaliseerd te Iran.
Het temperatuurrecord dat Azizia vroeger had, is omstreden. Kort voor het record was het weerstation in 1919 verplaatst vanuit het dorp naar een fort op een nabijgelegen heuveltop. En wel op een stuk zwart asfalt, wat de opname van zonlicht waarschijnlijk versterkte en daarmee de lucht rondom het weerstation verhitte.
Dit zou een verklaring kunnen zijn voor de zeer hoge waarden tussen 1919 en 1927, toen het weerstation werd verplaatst en de meetinstrumenten werden vervangen.
Daarnaast was kort voor het record de kwikthermometer beschadigd en vervangen door een ongekalibreerde 'standaard' maximum-minimumthermometer. Deze beide factoren zouden het voormalige record twijfelachtig maken.
In het huidige Libië, dat ontstond in 1951, is het temperatuurrecord van 50,2°C in handen van Zuara.
| Maand | jan  | feb  | mrt  | apr  | mei  | jun  | jul  | aug  | sep  | okt  | nov  | dec  | Jaar |
| --- | ---- | ---- | ---- | ---- | ---- | ---- | ---- | ---- | ---- | ---- | ---- | ---- | ---- |
| Hoogste maximum (°C) | 30,1 | 33,5 | 44,5 | 48,3 | 49,5 | 51,9 | 51,0 | 56,0 | 57,8 | 50,2 | 41,6 | 32,6 | 57,8 |
| Bron: (en) QUESTIONS CONCERNING THE WORLD’S HOTTEST TEMPERATURE ON RECORD: 136.4°F (58°C) AT AL AZIZIA, LIBYA SEPTEMBER 13, 1922 |      |      |      |      |      |      |      |      |      |      |      |      |      |